# Gamocarpha
Gamocarpha es un género con 16 especies de plantas de flores perteneciente a la familia Calyceraceae. 

## Especies seleccionadas
| - Gamocarpha alpina - Gamocarpha ameghinoi - Gamocarpha angustifolia - Gamocarpha caleofuensis - Gamocarpha caespitosa - Gamocarpha dentata - Gamocarpha gilliesii - Gamocarpha ligulata | - Gamocarpha patagonica - Gamocarpha polycephala - Gamocarpha poeppigii - Gamocarpha pumila - Gamocarpha rosulata - Gamocarpha selliana - Gamocarpha subandina - Gamocarpha zelliana |